# 1-2-3 Go
«1-2-3 Go» — короткометражний фільм режисера Едварда Кана, 199-а серія мінісеріалу Our Gang (Наша банда).

## Сюжет
Граючи у бейсбол на завантаженій вулиці Грінпоінта, Мікі потрапляє під машину. Він повністю одужує, однак побачивши тих, кому пощастило менше, вирішує проявити соціальну відповідальність. Разом з членами банди, він створює «Товариство безпеки 1-2-3 Go», щоб знизити рівень травматизму на автошляхах громади.

## У ролях
- Мікі Губітосі (пізніше відомий як Роберт Блейк) — Мікі
- Джордж Макфарланд — Спанкі
- Біллі Лафлін — Фроггі
- Біллі Томас — Гречка
- Вінсент Греф — суддя
- Джеймс Губітосі — дитина
- Фредді Волборн — дитина
- Джон Ділсон — Мер Грінпоінта
- Роджер Мур — свідок зіткнення
- Вільям Таннен — водій
- Анн О'Ніл — пішохід
- Артур Хойт — пішохід
- Мей МакЕвой — медсестра
- Барбара Бедфорд — медсестра
- Маргарет Берт — медсестра